# Johan Duus
Johan Duus Terkelsen (født 24. september 1992 i Odense) er en dansk skiløber, og bliver normalt kun omtalt som Johan Duus. Da han var to år, flyttede han med sin familie til Virum nord for København.
Han begyndte som freestyle-skiløber i 2007 og fik under Danmarksmesterskabet i 2009 to andenpladser og en førsteplads, i disciplinerne Big Air, Slopestyle og Half Pipe. I 2011 fik han en 2. plads i Halfpipe, og en 3. plads i Big Air ved Danmarksmesterskabet i seniorrækken. I slutningen af 2011 flyttede Johan til Val Thorens, og har boet, trænet og arbejdet i en periode dernede. I 2012 lykkedes det Johan i Tignes at få en 1. plads til DM i Big Air, hvilket sammen med sin 3. plads til Slopestyle gjorde Johan til over-all vinderen af Danmarksmesterskabet 2012.
I slutningen af sommeren 2012 kom Johan ud for en skade på albuen til en fodboldkamp. Lægerne så ikke noget galt i starten, men da albuen ikke helede af sig selv blev han tjekket igen, og de fandt ud af at hans sene der er forbundet til triceps havde revet sig løs. Det betød at han skulle opereres, og aflyse sin planlagte ski-sæson til Californien. Det resulterede i at han måtte opgive håb om at kvalificere sig til Vinter-OL 2014 som ville blive afholdt i Rusland.
I 2013 lykkedes det alligevel Johan at få en podieplads til Freestyle DM trods hans lange skadesperiode. Han endte nemlig med at få sølv i Big Air DM med en flot udført switch 10'er. Og udover det deltog han også i Freeride DM for første gang, og endte med at komme i top 10 med en 6. plads. 
Til DM i 2014 deltog Johan endnu en gang, hvilket resulterede til en 3. plads i Slopestyle. 
Til DM 2015 i Ringkollen park blev det igen til medaljer for Johan. Trods mange nye deltagere lykkedes det at få en 3. plads i både Big Air og Slopestyle .
Desuden medvirker Johan i skifilmen Time Machine, der er produceret af RAD films.